# Tier (Netzwerke)
Tiers (englisch für Rang) sind Kategorien beziehungsweise Klassen, in die Internetdiensteanbieter abhängig von ihrer Größe eingestuft werden. Es existiert keine Autorität, die verschiedene Tiers definiert. Vielmehr handelt es sich dabei um schwammige Definitionen, die jede Menge Raum lassen. Da sich aufgrund von Geheimhaltungsverträgen nicht alle Geschäftsbeziehungen nachvollziehen lassen, kann sich eine Abgrenzung als schwierig erweisen.

## Tier 1
Große autonome Systeme (AS), die keinen Transit mehr hinzukaufen, sondern nur mit anderen autonomen Systemen Peering-Verbindungen betreiben und somit kostenlos das ganze Internet erreichen können, bilden die Oberschicht (Tier 1).
Zu dieser Kategorie zählen weltweit nach strenger Auslegung obiger Definition folgende Anbieter:
- Deutschland: Deutsche Telekom (AS3320)
- Frankreich: Orange (AS5511)
- Hong Kong: PCCW (AS3491)
- Italien: Telecom Italia (AS6762)
- Indien: Tata Communications (AS6453)
- Japan: NTT (AS2914)
- Spanien: Telxius (AS12956, Tochterfirma von Telefónica)
- Schweden: Arelion (AS1299, vorher Telia Carrier als Teil von Telia Company)
- USA: AT&T (AS7018), GTT (AS3257), Lumen Technologies (AS3356, ehemals CenturyLink/Level 3 Communications/Qwest/Savvis/Global Crossing), Cogent Communications (AS174), Verizon UUNET (AS701, ehemals XO), Zayo (AS6461, ehemals AboveNet)
- Vereinigtes Königreich: Liberty Global (AS6830)

Häufig wird der US-Provider Hurricane Electric (AS6939) als Tier 1 mitgezählt, ist nach den oben genannten Definitionen jedoch lediglich Tier 2, da er z.b. Cogent Communications (AS174) nur indirekt via Peering erreichen kann.

## Tier 2
Zu Tier-2-Providern, auch Transit-Provider genannt, zählen die meisten autonomen Systeme im Internet. Sie zeichnen sich dadurch aus, dass deren Betreiber zum einen Konnektivität von Tier-1-Providern kaufen (Downstream), und zum anderen Konnektivität an Tier-3-Netze verkaufen (Upstream). Gleichzeitig wird Peering mit anderen Tier-2-Netzwerken betrieben.
Sowohl bei der Entscheidung über Verknüpfungen von Autonomen Systemen (AS) als auch beim Routing der Pakete selbst stehen ökonomische Belange im Vordergrund. Daher ist es auch möglich, dass große Tier-1-Provider mit kleineren Tier-2-Providern peeren, wenn sie sich dadurch einen Vorteil erhoffen, etwa die Möglichkeit, eine große Anzahl von Endkundenanschlüssen zu erreichen.
Beispiele sind:
- GB: Vodafone (AS1273, vormals Cable & Wireless)
- GB: RETN (AS9002)
- CH Swisscom (AS3303)
- SE: Tele2 (AS1257)
- DE: 1&1 Versatel (AS8881)

## Tier 3
Die letzte Kategorie Tier-3 wird von kleineren, lokalen Providern gebildet, die in der Regel selbst keinen Transitverkehr an andere autonome Systeme verkaufen. Tier-3-Provider betreiben teilweise Peering untereinander und verkaufen Transit vorwiegend an Endanwender. Sie verfügen über ein lokal beschränktes Glasfasernetz. Beispiele sind Tele Columbus, Wilhelm.tel, M-net.